# پاتواتومی
پوتاواتومی ‎/pɒtəˈwɒtəmi/‎ ،  مردم بومی آمریکا ساکن در دشت های بزرگ، بالا دست رود می سی سی پی، و غرب دریاچه‌های بزرگ گفته می‌شود. آنها به طور سنتی با زبان پوتاواتومی، یکی از اعضای خانواده آلگانکی صحبت می کنند. پوتاواتومی ها خود را نشنوآبه می‌نامند. یک پاسخ هم ریشه کلمه Anishinaabe . پوتاواتومی بخشی از یک اتحاد بلندمدت است که شورای سه آتش نامیده می شود ، با Ojibway و Odawa (اتاوا) . در شورای سه آتش سوزی ، پوتواتومی ها "کوچکترین برادر" محسوب می شوند و در این زمینه با نام Bodéwadmi از آنها یاد می شود، نامی که به معنی "نگهبانان آتش" است و به آتش شورایی سه قوم اشاره دارد.
در اواخر قرن ۱۸ به دنبال تجاوزهای اروپایی\آمریکایی به غرب رانده شدند و از سرزمین خود در منطقه دریاچه های بزرگ به مناطق رزرو در اوکلاهما برده شدند. تحت حذف سرخ‌پوستان، آنها سرانجام بسیاری از سرزمین های خود را واگذار کردند و بیشتر پوتاواتومی به نبراسکا، کانزاس و قلمرو سرخپوستان، که در حال حاضر در اوکلاهما است، نقل مکان کردند. برخی از گروه ها در منطقه دریاچه های بزرگ زنده ماندند و امروزه به عنوان قبیله به صورت فدرال شناخته می شوند. در کانادا ، بیش از ۶۰۰ دولت یا گروه اول ملت شناخته شدهاند.

## مراجع
1. ↑  "Potawatomi". فرهنگ انگلیسی آکسفورد. انتشارات دانشگاه آکسفورد. 2nd ed. 1989.
2. ↑  "Clifton, Violet Mary, (Mrs Talbot Clifton), (1883–20 Nov. 1961)", Who Was Who, Oxford University Press, 2007-12-01, doi:10.1093/ww/9780199540884.013.u56546, retrieved 2021-01-05